# Бартоломеј Георгијевић
Бартоломеј Георгијевић (?-1566) био је српски историчар.

## Живот и пустоловине
Бартоломеј Георгијевић, (Georgijević, Georgievitz, Giorgeuits, Gyurgevits), један је од првих Јужних Словена који су сопствено искуство у Османском царству преточили у текст који је сачуван и представља вредан извор за познавање прилика у оновременој мултикултуралној империји. Текстови Георгијевићеви, и поред тога што највероватније није прошао тадашњи хуманистички образовни процес, сасвим су на трагу дела која су састављали хуманисти, какав је био Аугер Гислен де Бузбек, на пример. Рођен је почетком XVI века, а умро вероватно после 1566, у Риму). 

Детињство и рана младост његова нису познати. Наводи се да је био васпитаник калочког односно острогонског надбискупа Салкаја. Учествовао је у Мохачкој битки; након боја пао је у турско заробљеништво те је период од 1526. до 1534. провео као роб у Османском царству. Неколико пута је покушавао да побегне, био је на тржишту робова продаван чак седам пута. Радио је као водоноша, пастир, земљорадник и коњушар, на територији европског дела Турске те Мале Азије. Са последњим господаром скупљао је харач, а потом га пратио на војном походу против Персијанаца 1534. Коначно је успео да побегне у Јерменију, па потом преко Дамаска доспео до Јерусалима и испунио завет ходочасника (1538); потом је преко Сантијага де Компостеле, Холандије, Келна, Мајнца, Вормса и Кракова доспео до Упсале у Шведској. Преко Немачке и Италије, упутио се потом у Рим (1555), и ту је окончао свој бурни живот.

### Списи о Турцима и публицистичка делатност
Георгијевић је након бекства из турског ропства и на својим путовањима по Европи развио богату публицистичку и пропагандну делатност на латинском и италијанском језику, с циљем да Европу упозна са обичајима и наравима Турака те њиховим друштвеним устројством; такође, желео је да подстакне конкретне војне и политичке акције, приказујући положај подјармљеног хришћанског живља. Од ових списа главне је сакупио у збирци Libellus, koja je потом, у Паризу 1553. добила назив De Turcarum moribus epitome. Његови списи задржали су своју актуелност све до XVII века, и били су превођени на веће европске језике.
 Српскохрватски превод: Моје робовање у Турској; О обичајима и начину живота Турака, превео Стјепан Орхановић, Јужна Србија, 1923, св: 30-31; 34-35.
Георгијевић је међу првима упознао Европљане са турским језиком. У своје текстове уплитао je, као неку врсту конверзацијског и аналитичко-систематског речника, двојезичне речнике турског, српскохрватског, персијског и мађарског. Словенске лексике што се тиче, она је донета у штокавско-икавском дијалекту. Такође, Георгијевић поседује свест о органској повезаности словенских језика.